# Park stanowy Chain O’Lakes (Indiana)
Park stanowy Chain O’Lakes (ang. Chain O’Lakes State Park) to park stanowy w hrabstwie Noble w amerykańskim stanie Indiana. Został ustanowiony w 1960 roku.
Park ma około 1,5 kilometra szerokości i około 6 kilometrów długości. Zajmuje powierzchnię całkowitą 2 718 akrów (11,00 km²), z czego 212 akrów (0,86 km²) stanowi woda. Łączna długość linii brzegowej na terenie parku wynosi ponad 11 kilometrów.
Nazwa parku, którą dosłownie można przetłumaczyć jako park stanowy łańcucha jezior, wynika z faktu, że w jego obrębie znajduje się jedenaście jezior polodowcowych, z których osiem jest połączonych ze sobą. Powstały one około 10 tysięcy lat temu podczas ostatniej epoki lodowcowej.